# Бъфало (езеро)
Вижте пояснителната страница за други значения на Бъфало.
Езерото Бъфало (на английски: Buffalo Lake) е 14-о по големина езеро в Северозападните територии на Канада. Площта му, заедно с островите в него е 612 км2, която му отрежда 70-о място сред езерата на Канада. Площта само на водното огледало без островите е 611 км2. Надморската височина на водата е 265 м.
Езерото се намира в най-южната част на Северозападните територии на Канада, на 47 км южно от Голямото Робско езеро. Дължината му от запад на изток е 50 км, а максималната му ширина – 18 км.
Бъфало за разлика от повечето от канадските езера е със слабо разчленена брегова линия без характерните заливи, полуострови, протоци и острови. В езерото има само няколко малки островчета с обща площ от 1 км2.
През езерото протича река Бъфало, която се влива от юг в Голямото Робско езеро.
По бреговете на езерото няма постоянни селища, но през краткия летен сезон и посещавано от стотици любители на лова и риболова. По-голямата, източна част на Бъфало попада в северозападната част на националния парк „Уд Бъфало“.